# Musix
Musix GNU+Linux – dystrybucja Linuksa zaprojektowana i zbudowana z myślą o odtwarzaniu oraz edycji materiału muzycznego i wideo. Dystrybucją bazową jest Debian, aktualna wersja 3.0 pracuje pod kontrolą jądra 3.4.14. Jest jedną z dystrybucji aprobowanych przez Free Software Foundation.